# Championnat du Salvador de football 1958-1959
Navigation
Saison précédente Saison suivante
La Primera División 1958-1959 est la dixième édition de la première division salvadorienne.
Lors de ce tournoi, le Club Deportivo FAS a tenté de conserver son titre de champion du Salvador face aux neuf meilleurs clubs salvadoriens.
Chacun des dix clubs participant était confronté deux fois aux neuf autres équipes.

## Les 10 clubs participants
| \| San Salvador : Alianza FC Leones CD Atlético Marte CD Águila CD Dragon San Salvador Atlante San Alejo CD Águila CD Dragon Club Deportivo FAS CD Santa Anita CD Independiente CD Juventud Olímpica San Salvador Club Deportivo FAS CD Santa Anita \| Localisation des clubs engagés dans le championnat. |
| San Salvador : Alianza FC Leones CD Atlético Marte CD Águila CD Dragon San Salvador Atlante San Alejo CD Águila CD Dragon Club Deportivo FAS CD Santa Anita CD Independiente CD Juventud Olímpica San Salvador Club Deportivo FAS CD Santa Anita                                                           |

| Club                   | Stade                        | Capacité          | Ville        |
| CD Águila              | Stade Juan Francisco Barraza | 10 000            | San Miguel   |
| Alianza FC             | Stade Cuscatlán              | 45 925            | San Salvador |
| Atlante San Alejo (en) | Stade inconnu                | Capacité inconnue | San Alejo    |
| CD Dragon              | Stade Juan Francisco Barraza | 10 000            | San Miguel   |
| Club Deportivo FAS     | Stade Oscar Quiteño          | 15 000            | Santa Ana    |
| CD Independiente       | Stade inconnu                | Capicité inconnue | San Vicente  |
| CD Juventud Olímpica   | Stade Ana Mercedez           | 8 000             | Sonsonate    |
| Leones (en)            | Stade inconnu                | Capacité inconnue | San Salvador |
| CD Atlético Marte      | Stade Cuscatlán              | 45 925            | San Salvador |
| CD Santa Anita         | Stade inconnu                | Capacité inconnue | Santa Ana    |

## Compétition
Les dix équipes affrontent à deux reprises les neuf autres équipes selon un calendrier tiré aléatoirement.
Le classement est établi sur l'ancien barème de points (victoire à 2 points, match nul à 1, défaite à 0).
Le départage final se fait selon les critères suivants :
- Le nombre de points.
- Un match d'appui pour départager les équipes si le titre ou la relégation est en jeu.
- La différence de buts générale.

### Classement
| Rang | Équipe                 | Pts | J  | G  | N | P  | Bp | Bc | Diff |
| ---- | ---------------------- | --- | -- | -- | - | -- | -- | -- | ---- |
| 1    | CD Águila (P)          | 26  | 18 | 12 | 2 | 4  | 42 | 22 | +20  |
| 2    | Club Deportivo FAS (T) | 26  | 18 | 11 | 4 | 3  | 52 | 15 | +37  |
| 3    | Alianza FC (P)         | 24  | 18 | 10 | 4 | 4  | 37 | 21 | +16  |
| 4    | Atlante San Alejo (en) | 23  | 18 | 9  | 5 | 4  | 33 | 16 | +17  |
| 5    | CD Atlético Marte      | 19  | 18 | 9  | 1 | 8  | 26 | 29 | -3   |
| 6    | Leones (en)            | 17  | 18 | 7  | 3 | 8  | 33 | 35 | -2   |
| 7    | CD Santa Anita         | 14  | 18 | 4  | 6 | 8  | 16 | 26 | -10  |
| 8    | CD Juventud Olímpica   | 13  | 18 | 4  | 5 | 9  | 26 | 35 | -9   |
| 9    | CD Dragon              | 10  | 18 | 3  | 4 | 11 | 16 | 36 | -20  |
| 10   | CD Independiente       | 8   | 18 | 3  | 2 | 13 | 15 | 61 | -46  |

| Légende : Qualifications et relégations | Légende : Qualifications et relégations                  |
| --------------------------------------- | -------------------------------------------------------- |
|                                         | Relégué en Segunda División                              |
|                                         | (T) : Tenant du titre (P) : Promu de la saison 1957-1958 |

## Bilan du tournoi
| Tableau d'Honneur          |           |
| Compétition                | Vainqueur |
| Primera División 1958-1959 | CD Águila |

| Promotions et relégations   |                     |
| Relégué en Segunda División | CD Independiente    |
| Promu de Segunda División   | CD Luis Ángel Firpo |